# Nacionalismo asirio

Bandera de Asiria

El nacionalismo asirio es un movimiento del pueblo asirio que aboga por la independencia o una autonomía dentro de las regiones que habitan en el norte de Irak, noreste de Siria, noroeste de Irán y sureste de Turquía. 
Uno de los padres del nacionalismo asirio es el nacido en Hama radicado en Argentina Farid Nazha.

## Contexto histórico
Los asirios son los pueblos indígenas de Mesopotamia , cuyos antepasados establecieron el Imperio Asirio en lo que hoy es Irak, Irán, Siria y Turquía. El imperio duró quizás desde el siglo 25 a. C. hasta su colapso alrededor del siglo VII d. C.
El movimiento surgió a fines del siglo XIX en un clima de creciente persecución étnica y religiosa de los asirios en el Imperio Otomano , y hoy es comúnmente adoptado por los asirios en la diáspora asiria.
La Organización de Naciones y Pueblos No Representados (UNPO) reconoce a los asirios modernos como un pueblo indígena del sureste de Turquía, el noreste de Siria y la periferia del noroeste de Irán.

## Irredentismo
La ideología de la independencia asiria es un movimiento político que apoya la recreación de Asiria como un estado nacional correspondiente a parte de la patria asiria original , en las llanuras de Nínive en el norte de Irak . La cuestión de la independencia de Asiria se ha planteado muchas veces a lo largo de la historia desde antes de la Primera Guerra Mundial hasta la actual Guerra de Irak. El área de Irak habitada por asirios se encuentra principalmente, pero no exclusivamente, en la región de Ninawa-Mosul en el norte de Irak, donde se encontraba la antigua capital asiria de Nínive. Los asirios se encuentran generalmente en todo el norte de Irak, incluso en y alrededor de las ciudades de Mosul, Erbil, Kirkuk, Dohuk, Amadia y Rawanduz , y hay un buen número de ciudades, pueblos, aldeas y comunidades agrícolas exclusivamente asirias en el norte, junto con otros que tienen importantes poblaciones asirias. Existen otras comunidades más allá de las fronteras en el sureste de Turquía (Mardin, Diyarbakir, Harran, Bohtan, Kültepe, Hakkari), la región noreste de Siria (Al Hasakah, Qamlishi Khabur delta) y el noroeste de Irán (Urmia).